# Публій Кальвізій Рузон (консул-суффект 53 року)
Публій Кальвізій Рузон (лат. Publius Calvisius Ruso; ? — після 53) — державний діяч часів ранньої Римської імперії, консул-суффект 53 року.

## Життєпис
Походив з роду Кальвізіїв, ймовірно з Нарбонської Галлії. Існує гіпотеза щодо родинних зв'язків з Кальвізіями Сабінами, проте достеменно не підтверджено. Ймовірно, став засновником роду Кальвізіїв Рузонів. Кар'єрі сприяло одруження на представниці Фронтінів, заможних землевласників з Нарбонської Галлії.
У 53 році став консулом-суффектом разом з Публієм Требонієм.

## Сім'я
Дружина — Юлія Фронтіна.
Діти:
- Публій Кальвізій Рузон, консул-суффект 79 року
- Публій Кальвізій Рузон Юлій Фронтін, консул-суффект 84 року